# Věrovany
Věrovany település Csehországban, a Olomouci járásban. Věrovany Biskupice, Tovačov, Troubky, Klopotovice, Citov és Dub nad Moravou településekkel határos. Lakosainak száma 1409 fő (2024. január 1.).

## Népesség
A település lakosságának változását az alábbi diagram mutatja:
| Lakosok száma | 1396 | 1582 | 1696 | 1431 | 1329 | 1346 | 1410 | 1382 | 1360 | 1409 |
|               | 1869 | 1900 | 1921 | 1961 | 1980 | 2011 | 2016 | 2019 | 2021 | 2024 |